# Ronnie Ekelund
Ronnie Michael Ekelund (Copenhague, Dinamarca, 21 de agosto de 1972) es un futbolista danés retirado. Mediapunta por la derecha, desarrolló su carrera en múltiples equipos como el Brøndby IF, FC Barcelona, Southampton FC, Odense BK, Toulouse FC y San Jose Earthquakes, entre otros. Actualmente forma parte del cuerpo técnico del club estadounidense.

## Trayectoria
Considerado una de las principales promesas del fútbol danés a finales de los años 1980, con 15 años se convirtió en el jugador más joven en debutar con el Brøndby IF en la primera división danesa. Con este equipo fue campeón de liga en 1990 y 1991.
Durante todo este tiempo, fue también asiduo en las categorías inferiores de la selección danesa. Y fue durante su participación en los Juegos Olímpicos de Barcelona 92 cuando fue observado por el FC Barcelona. El 31 de julio de 1992 firmó por cinco años con el club azulgrana. Ekelund se convirtió de este modo en el sexto extranjero del equipo entrenado por Johan Cruyff, que en aquellos momentos contaba en sus filas con Ronald Koeman, Michael Laudrup, Hristo Stoitchkov, Richard Witschge y Goran Vučević. Sin embargo, debido a que la liga española solo permitía entonces la presencia de cuatro extranjeros en cada plantilla, tanto Vucevic como Ekelund fueron inscritos con ficha del filial.
Durante dos temporadas, Ekelund jugó con el Barcelona B en la Segunda División de España, participando en 66 partidos en los que marcó diez goles. Pero apenas tuvo oportunidades en el primer equipo, al margen de algunos encuentros y torneos amistosos. Su único partido oficial lo disputó el 19 de marzo de 1994, con motivo de la jornada 29 de Primera División, jugando 33 minutos ante el Racing de Santander. Ese año, los azulgrana terminaron ganando la liga.
Al finalizar la temporada, Ekelund manifestó públicamente su deseo de abandonar el filial y, al no tener opciones de hacerse en hueco en el primer equipo barcelonista, en agosto se marchó cedido al Southampton FC de la Premier League inglesa. Tras una primera temporada prometedora (cinco goles en diecisiete partidos), las lesiones le marcaron durante la campaña 1995/96, en la que peregrinó, como cedido, por varios equipos: Manchester City, Coventry City y Lyngby FC.
Finalmente, en julio de 1996, llegó a un acuerdo para rescindir el año de contrato que todavía le ataba al FC Barcelona. Una vez libre, realizó sin éxito una prueba para el Hamburgo SV, y finalmente regresó a su país, firmando por el Odense BK. Con los blanquiazules jugó tres años, el último en segunda división.
El verano de 1999 estuvo a prueba en el Everton FC y el Birmingham City, aunque finalmente prefirió disputar la temporada 1999-00 en segunda división de Francia con el Toulouse FC. A pesar de lograr el ascenso, con la marcha del técnico Alain Giresse, su gran valedor, el club prescindió de sus servicios y buscó en Inglaterra un nuevo destino para la temporada 2000/01. Se lesionó mientras realizaba unas pruebas para ingresar en el Bolton Wanderers, y no fue hasta diciembre de 2000 cuando encontró acomodo en el Walsall FC de la Second Division, tercera categoría de la liga inglesa.
Tras completar la temporada con el club británico, se marchó a Estados Unidos para jugar en los San Jose Earthquakes, donde completó una de sus mejores etapas como profesional. Ganó dos ligas (MLS Cup) y fue incluido en el equipo ideal del campeonato estadounidense en 2002. Se retiró en 2004, acumulando 91 partidos y once goles en la MLS.
Tras su retirada, jugó un año más en la Major Indoor Soccer League, la liga profesional americana de fútbol sala, con los California Cougars. En 2008 pasó a formar parte del cuerpo técnico de San Jose Earthquakes. Desde 2004 también dirige, junto a su esposa Claire, el negocio Bébé au Lait, que comercializa productos para recién nacidos.

## Selección nacional
Nunca llegó a debutar con la selección danesa absoluta, pero fue internacional en varias categorías inferiores: sub-17 (en 23 ocasiones), sub-19 (7) y sub-21 (21). Con esta participó en los Juegos Olímpicos de Barcelona 1992, disputando dos partidos.

### Participaciones internacionales
| Torneo                       | Sede   | Resultado    |
| ---------------------------- | ------ | ------------ |
| Olimpiadas de Barcelona 1992 | España | Primera fase |

## Clubes
| Club                 | País           | Año       |
| -------------------- | -------------- | --------- |
| Brøndby IF           | Dinamarca      | 1988-1992 |
| FC Barcelona B       | España         | 1992-1994 |
| FC Barcelona         | España         | 1994      |
| Southampton FC       | Inglaterra     | 1994-1995 |
| Manchester City FC   | Inglaterra     | 1995-1996 |
| Coventry City FC     | Inglaterra     | 1996      |
| Lyngby FC            | Dinamarca      | 1996      |
| Odense BK            | Dinamarca      | 1996-1999 |
| Toulouse FC          | Francia        | 1999-2000 |
| Walsall FC           | Inglaterra     | 2000-2001 |
| San Jose Earthquakes | Estados Unidos | 2001-2004 |

## Palmarés

### Campeonatos nacionales
| Título    | Club                 | País           | Año  |
| --------- | -------------------- | -------------- | ---- |
| Superliga | Brøndby IF           | Dinamarca      | 1990 |
| Superliga | Brøndby IF           | Dinamarca      | 1990 |
| Liga      | FC Barcelona         | España         | 1994 |
| MLS Cup   | San Jose Earthquakes | Estados Unidos | 2001 |
| MLS Cup   | San Jose Earthquakes | Estados Unidos | 2003 |

### Distinciones individuales
| Distinción                                  | Año  |
| ------------------------------------------- | ---- |
| Futbolista danés del año (categoría sub-17) | 1988 |
| Once ideal de la MLS                        | 2002 |